# Václav Jiří Černý
Václav Jiří Černý (17. května 1884 Možděnice – 1970 Slatiňany) byl český malíř. Téměř výhradně se věnoval krajinomalbě technikou akvarelu.

## Biografie
Václav Jiří Černý vystudoval ČVUT v Praze.

Dlouhodobě pobýval v cizině. Působil v Paříži, Londýně a 10 let v Spojených státech amerických, kde byl šest let pokladníkem „Bank of Europe“.

Po svém návratu do Čech roku 1912 se usadil ve Slatiňanech u Chrudimi.

U svého domu, vedle fary, vytvořil unikátní japonskou zahradu.

## Výstavy
V březnu roku 1946 vystavoval spolu s výtvarníky chrudimského kraje v kulturním domě v Hlinsku.

Významný je jeho Cyklus 100 akvarelů, jež čerpal hlavně z Českomoravské vysočiny, Polabí, Prahy, Slovenska a Tyrol. Cyklus byl vystavovaný v Rubešově galerii na Národní třídě v Praze v letech 1929, 1930 a 1935.
Svá díla Václav Jiří Černý vystavoval v Chrudimi, Hlinsku a roku 1932 v Londýně. Zde zakoupila jeden jeho obraz do své sbírky londýnská Národní galerie. Tamější kritika chválila jeho umění zachytit prchavé jevy atmosféry a malířův smysl pro prostor.